# Copa Argentina 2019-2020
La Copa Argentina 2019-2020 (Chiamati anche diversi posti Copa Argentina 2020-2021) è stata l'11ª edizione del torneo a eliminazione diretta nazionale di calcio argentino organizzato dalla AFA. Il torneo ha preso avvio il 15 gennaio 2020. In seguito alla pandemia di COVID-19, il 17 marzo 2020 la Federazione Argentina annunciò la sospensione della competizione . La ripresa avvenne il 23 dicembre con data di conclusione prevista per dicembre del 2021. Il vincitore, oltre al titolo, si aggiudicherà il diritto di partecipare alla Supercopa Argentina 2020 (dove affronterà la vincitrice della Primera División 2019-2020) e a disputare la Coppa Libertadores 2022.

## Formato
Il torneo vede la partecipazione di 77 squadre appartenenti a tutte le categorie del futbol argentino, strutturandosi principalmente in una prima fase a livello regionale (Fase Preliminar Regional) che ha visto come protagoniste le 26 squadre del Federal A, ed in una successiva fase a livello nazionale organizzata con un tabellone "tennistico" composto da 64 squadre:
- le 24 squadre della Primera División;
- le migliori 14 squadre della Primera B Nacional alla 15ª giornata;
- le migliori 6 squadre classificatesi nella Primera B Metropolitana;
- le migliori 4 squadre classificatesi nella Primera C Metropolitana;
- le migliori 3 squadre nella classifica della Primera D Metropolitana;
- le 13 squadre squadre del Torneo Federal A che hanno vinto il turno regionale;

## Squadre

### Primera División
- Aldosivi
- Argentinos Juniors
- Arsenal Sarandí
- Atl. Tucumán
- Banfield
- Boca Juniors
- Colón (SF)
- Central Córdoba (SdE)
- Defensa y Justicia
- Estudiantes (LP)
- Gimnasia (LP)
- Godoy Cruz

- Huracán
- Independiente
- Lanús
- Newell's Old Boys
- Patronato
- Racing Club
- River Plate
- Rosario Central
- San Lorenzo
- Talleres (C)
- Unión (SF)
- Vélez Sarsfield

### Primera B Nacional
- Alvarado
- Atlanta
- Atlético Rafaela
- Def. de Belgrano
- Dep. Riestra
- Estudiantes (BA)
- Estudiantes (RC)

- Instituto (C)
- Platense
- San Martín (SJ)
- San Martín (T)
- Sarmiento (J)
- Temperley
- Tigre

### Primera B Metropolitana
- Almirante Brown
- Comunicaciones
- J.J. de Urquiza

- San Telmo
- Talleres (RdE)
- Villa San Carlos

### Torneo Federal A
- Boca Unidos
- Central Norte (S)
- Chaco For Ever
- Cipolletti
- Círculo Dep. (O)
- Crucero (M)
- Defensores (P)
- Defensores (VR)
- Camioneros
- Dep. Madryn
- Dep. Maipú
- Desamparados
- Douglas Haig

- Estudiantes (SL)
- Ferro Carril Oeste
- Güemes (SdE)
- Huracán (LH)
- San Martín (F)
- Sansinena
- Sarmiento (R)
- Sol de Mayo (V)
- Sp. Belgrano (SF)
- Sp. Las Parejas
- Sp. Peñarol
- Unión (S)
- Villa Mitre

### Primera C Metropolitana
- Cañuelas
- Dep. Laferrere

- Real Pilar
- Dock Sud

### Primera D Metropolitana
- Claypole
- Liniers
- Sp. Barracas

## Fase preliminare regionale
Alla Fase Preliminar Regional hanno partecipato le 26 squadre provenienti dal Torneo Federal A. In questo turno si sono affrontate tutte le 26 squadre in incontri andata/ritorno. Al termine di questa fase, le 13 vincitrici sono state ammesse al tabellone del torneo.
| Squadra 1         | Totale          | Squadra 2       | Andata | Ritorno |
| ----------------- | --------------- | --------------- | ------ | ------- |
| Sarmiento (R)     | 1 - 2           | Chaco For Ever  | 1 - 1  | 0 - 1   |
| Desamparados      | 1 - 5           | Sp. Peñarol     | 0 - 1  | 1 - 4   |
| Huracán (LH)      | 4 - 1           | Dep. Maipú      | 1 - 0  | 3 - 1   |
| Sansinena         | 2 - 3           | Villa Mitre     | 2 - 2  | 0 - 1   |
| Sol de Mayo (V)   | 1 - 7           | Dep. Madryn     | 0 - 2  | 1 - 5   |
| Círculo Dep. (O)  | 3 - 3 (0-3 dcr) | Camioneros      | 2 - 1  | 1 - 2   |
| Defensores (VR)   | 0 - 1           | Douglas Haig    | 0 - 0  | 0 - 1   |
| Cipolletti        | 1 - 1 (gfc)     | Ferro (GP)      | 0 - 0  | 1 - 1   |
| Central Norte (S) | 3 - 3 (gfc)     | Güemes (SdE)    | 2 - 2  | 1 - 1   |
| San Martín (F)    | 1 - 3           | Boca Unidos     | 1 - 2  | 0 - 1   |
| Crucero (M)       | 4 - 4 (gfc)     | Defensores (P)  | 2 - 3  | 2 - 1   |
| Sp. Belgrano (SF) | 2 - 0           | Unión (S)       | 1 - 0  | 1 - 0   |
| Estudiantes (SL)  | 3 - 2           | Sp. Las Parejas | 1 - 1  | 2 - 1   |

## Fase finale ad eliminazione diretta

### Sorteggi
Le 64 squadre qualificate per la fase finale sono state divise in quattro urne in base ai risultati ottenuti ed alla divisione. I sorteggi sono stati effettuati mettendo a confronto Urna A vs Urna C ed Urna B vs Urna D. Alcuni accoppiamenti sono stati evitati per ragioni di sicurezza.
| Urna A | Urna B | Urna C | Urna D |
| --- | --- | --- | --- |
| - Argentinos Juniors - Arsenal Sarandí - Banfield - Boca Juniors - Estudiantes (LP) - Gimnasia (LP) - Huracán - Independiente - Lanús - Newell's Old Boys - Racing Club - River Plate - Rosario Central - San Lorenzo - Vélez Sarsfield | - Aldosivi - Atlanta - Atl. Tucumán - Central Córdoba (SdE) - Colón (SF) - Defensa y Justicia - Def. de Belgrano - Estudiantes (RC) - Godoy Cruz - Patronato - Platense - San Martín (T) - Sarmiento (J) - Talleres (C) - Temperley - Tigre - Unión (SF) | - Boca Unidos - Cañuelas - Claypole - Defensores (P) - Camioneros - Estudiantes (SL) - Güemes (SdE) - Huracán (LH) - Dep. Laferrere - Liniers - Real Pilar - Sp. Barracas - Sp. Belgrano (SF) - Sp. Peñarol - Villa Mitre | - Almirante Brown - Alvarado - Atlético Rafaela - Chaco For Ever - Cipolletti - Comunicaciones - Dep. Madryn - Dep. Riestra - Douglas Haig - Estudiantes (BA) - Instituto (C) - J.J. de Urquiza - San Martín (SJ) - San Telmo - Dock Sud - Talleres (RdE) - Villa San Carlos |

## Tabellone
|  | Trentaduesimi di finale | Trentaduesimi di finale | Trentaduesimi di finale |  |  | Sedicesimi di finale | Sedicesimi di finale | Sedicesimi di finale |                    |       | Ottavi di finale   | Ottavi di finale   | Ottavi di finale |              |       | Quarti di finale | Quarti di finale | Quarti di finale   |                    |   | Semifinali | Semifinali | Semifinali   |              |       | Finale | Finale | Finale |  |
|  |                         |                         |                         |  |  |                      |                      |                      |                    |       |                    |                    |                  |              |       |                  |                  |                    |                    |   |            |            |              |              |       |        |        |        |  |
|  | 1                       | Newell's Old Boys       | 2                       |  |  |                      |                      |                      |                    |       |                    |                    |                  |              |       |                  |                  |                    |                    |   |            |            |              |              |       |        |        |        |  |
|  | 2                       | Sp. Peñarol             | 0                       |  |  | Newell's Old Boys    | Newell's Old Boys    | 0                    |                    |       |                    |                    |                  |              |       |                  |                  |                    |                    |   |            |            |              |              |       |        |        |        |  |
|  | 3                       | Sarmiento (J)           | 3                       |  |  | Sarmiento (J)        | Sarmiento (J)        | 1                    |                    |       |                    |                    |                  |              |       |                  |                  |                    |                    |   |            |            |              |              |       |        |        |        |  |
|  | 4                       | Douglas Haig            | 0                       |  |  |                      |                      |                      |                    |       | Sarmiento (J)      | Sarmiento (J)      | 0                |              |       |                  |                  |                    |                    |   |            |            |              |              |       |        |        |        |  |
|  | 5                       | Aldosivi                | 1                       |  |  |                      |                      | Temperley            | Temperley          | 1     |                    |                    |                  |              |       |                  |                  |                    |                    |   |            |            |              |              |       |        |        |        |  |
|  | 6                       | Talleres (RdE)          | 3                       |  |  | Talleres (RdE)       | Talleres (RdE)       | 0                    |                    |       |                    |                    |                  |              |       |                  |                  |                    |                    |   |            |            |              |              |       |        |        |        |  |
|  | 7                       | Temperley               | 0 (4)                   |  |  | Temperley            | Temperley            | 4                    |                    |       |                    |                    |                  |              |       |                  |                  |                    |                    |   |            |            |              |              |       |        |        |        |  |
|  | 8                       | Dep. Riestra            | 0 (2)                   |  |  |                      |                      |                      |                    |       | Temperley          | Temperley          | 1                |              |       |                  |                  |                    |                    |   |            |            |              |              |       |        |        |        |  |
|  | 9                       | Arsenal Sarandí         | 0                       |  |  |                      |                      |                      |                    |       |                    |                    | Talleres (C)     | Talleres (C) | 2     |                  |                  |                    |                    |   |            |            |              |              |       |        |        |        |  |
|  | 10                      | Huracán (LH)            | 1                       |  |  | Huracán (LH)         | Huracán (LH)         | 1                    |                    |       |                    |                    |                  |              |       |                  |                  |                    |                    |   |            |            |              |              |       |        |        |        |  |
|  | 11                      | Estudiantes (RC)        | 1                       |  |  | Estudiantes (RC)     | Estudiantes (RC)     | 4                    |                    |       |                    |                    |                  |              |       |                  |                  |                    |                    |   |            |            |              |              |       |        |        |        |  |
|  | 12                      | Chaco For Ever          | 0                       |  |  |                      |                      |                      |                    |       | Estudiantes (RC)   | Estudiantes (RC)   | 1 (5)            |              |       |                  |                  |                    |                    |   |            |            |              |              |       |        |        |        |  |
|  | 13                      | Talleres (C)            | 0 (6)                   |  |  |                      |                      | Talleres (C)         | Talleres (C)       | 1 (6) |                    |                    |                  |              |       |                  |                  |                    |                    |   |            |            |              |              |       |        |        |        |  |
|  | 14                      | Atlético Rafaela        | 0 (5)                   |  |  | Talleres (C)         | Talleres (C)         | 1 (3)                |                    |       |                    |                    |                  |              |       |                  |                  |                    |                    |   |            |            |              |              |       |        |        |        |  |
|  | 15                      | Vélez Sarsfield         | 3                       |  |  | Vélez Sarsfield      | Vélez Sarsfield      | 1 (1)                |                    |       |                    |                    |                  |              |       |                  |                  |                    |                    |   |            |            |              |              |       |        |        |        |  |
|  | 16                      | Camioneros              | 1                       |  |  |                      |                      |                      |                    |       | Talleres (C)       | Talleres (C)       | 1                |              |       |                  |                  |                    |                    |   |            |            |              |              |       |        |        |        |  |
|  | 17                      | Rosario Central         | 0                       |  |  |                      |                      |                      |                    |       |                    |                    |                  |              |       |                  |                  | Godoy Cruz         | Godoy Cruz         | 0 |            |            |              |              |       |        |        |        |  |
|  | 18                      | Boca Unidos             | 3                       |  |  | Boca Unidos          | Boca Unidos          | 0                    |                    |       |                    |                    |                  |              |       |                  |                  |                    |                    |   |            |            |              |              |       |        |        |        |  |
|  | 19                      | Godoy Cruz              | 3                       |  |  | Godoy Cruz           | Godoy Cruz           | 2                    |                    |       |                    |                    |                  |              |       |                  |                  |                    |                    |   |            |            |              |              |       |        |        |        |  |
|  | 20                      | J.J. de Urquiza         | 1                       |  |  |                      |                      |                      |                    |       | Godoy Cruz         | Godoy Cruz         | 3 (5)            |              |       |                  |                  |                    |                    |   |            |            |              |              |       |        |        |        |  |
|  | 21                      | San Martín (T)          | 0                       |  |  |                      |                      | Racing Club          | Racing Club        | 3 (4) |                    |                    |                  |              |       |                  |                  |                    |                    |   |            |            |              |              |       |        |        |        |  |
|  | 22                      | San Martín (SJ)         | 1                       |  |  | San Martín (SJ)      | San Martín (SJ)      | 2 (1)                |                    |       |                    |                    |                  |              |       |                  |                  |                    |                    |   |            |            |              |              |       |        |        |        |  |
|  | 23                      | Racing Club             | 3                       |  |  | Racing Club          | Racing Club          | 2 (4)                |                    |       |                    |                    |                  |              |       |                  |                  |                    |                    |   |            |            |              |              |       |        |        |        |  |
|  | 24                      | Sp. Belgrano (SF)       | 0                       |  |  |                      |                      |                      |                    |       | Godoy Cruz         | Godoy Cruz         | 1                |              |       |                  |                  |                    |                    |   |            |            |              |              |       |        |        |        |  |
|  | 25                      | San Lorenzo             | 3                       |  |  |                      |                      |                      |                    |       |                    |                    | Tigre            | Tigre        | 0     |                  |                  |                    |                    |   |            |            |              |              |       |        |        |        |  |
|  | 26                      | Liniers                 | 0                       |  |  | San Lorenzo          | San Lorenzo          | 0                    |                    |       |                    |                    |                  |              |       |                  |                  |                    |                    |   |            |            |              |              |       |        |        |        |  |
|  | 27                      | Defensa y Justicia      | 1                       |  |  | Defensa y Justicia   | Defensa y Justicia   | 2                    |                    |       |                    |                    |                  |              |       |                  |                  |                    |                    |   |            |            |              |              |       |        |        |        |  |
|  | 28                      | Estudiantes (BA)        | 0                       |  |  |                      |                      |                      |                    |       | Defensa y Justicia | Defensa y Justicia | 0 (4)            |              |       |                  |                  |                    |                    |   |            |            |              |              |       |        |        |        |  |
|  | 29                      | Tigre                   | 1 (5)                   |  |  |                      |                      | Tigre                | Tigre              | 0 (5) |                    |                    |                  |              |       |                  |                  |                    |                    |   |            |            |              |              |       |        |        |        |  |
|  | 30                      | Alvarado                | 1 (3)                   |  |  | Tigre                | Tigre                |                      |                    |       |                    |                    |                  |              |       |                  |                  |                    |                    |   |            |            |              |              |       |        |        |        |  |
|  | 31                      | Independiente           | 1                       |  |  | Independiente        | Independiente        |                      |                    |       |                    |                    |                  |              |       |                  |                  |                    |                    |   |            |            |              |              |       |        |        |        |  |
|  | 32                      | Villa Mitre             | 0                       |  |  |                      |                      |                      |                    |       | Talleres (C)       | Talleres (C)       | 0 (4)            |              |       |                  |                  |                    |                    |   |            |            |              |              |       |        |        |        |  |
|  | 33                      | Boca Juniors            | 2                       |  |  |                      |                      |                      |                    |       |                    |                    |                  |              |       |                  |                  |                    |                    |   |            |            | Boca Juniors | Boca Juniors | 0 (5) |        |        |        |  |
|  | 34                      | Claypole                | 1                       |  |  | Boca Juniors         | Boca Juniors         | 3                    |                    |       |                    |                    |                  |              |       |                  |                  |                    |                    |   |            |            |              |              |       |        |        |        |  |
|  | 35                      | Def. de Belgrano        | 4                       |  |  | Def. de Belgrano     | Def. de Belgrano     | 0                    |                    |       |                    |                    |                  |              |       |                  |                  |                    |                    |   |            |            |              |              |       |        |        |        |  |
|  | 36                      | Almirante Brown         | 2                       |  |  |                      |                      |                      |                    |       | Boca Juniors       | Boca Juniors       | 0 (4)            |              |       |                  |                  |                    |                    |   |            |            |              |              |       |        |        |        |  |
|  | 37                      | Atl. Tucumán            | 3                       |  |  |                      |                      | River Plate          | River Plate        | 0 (1) |                    |                    |                  |              |       |                  |                  |                    |                    |   |            |            |              |              |       |        |        |        |  |
|  | 38                      | Comunicaciones          | 0                       |  |  | Atl. Tucumán         | Atl. Tucumán         | 1                    |                    |       |                    |                    |                  |              |       |                  |                  |                    |                    |   |            |            |              |              |       |        |        |        |  |
|  | 39                      | River Plate             | 4                       |  |  | River Plate          | River Plate          | 2                    |                    |       |                    |                    |                  |              |       |                  |                  |                    |                    |   |            |            |              |              |       |        |        |        |  |
|  | 40                      | Defensores (P)          | 0                       |  |  |                      |                      |                      |                    |       | Boca Juniors       | Boca Juniors       | 0 (4)            |              |       |                  |                  |                    |                    |   |            |            |              |              |       |        |        |        |  |
|  | 41                      | Huracán                 | 1 (4)                   |  |  |                      |                      |                      |                    |       |                    |                    | Patronato        | Patronato    | 0 (2) |                  |                  |                    |                    |   |            |            |              |              |       |        |        |        |  |
|  | 42                      | Estudiantes (SL)        | 1 (5)                   |  |  | Estudiantes (SL)     | Estudiantes (SL)     | 1                    |                    |       |                    |                    |                  |              |       |                  |                  |                    |                    |   |            |            |              |              |       |        |        |        |  |
|  | 43                      | Atlanta                 | 0 (3)                   |  |  | Villa San Carlos     | Villa San Carlos     | 2                    |                    |       |                    |                    |                  |              |       |                  |                  |                    |                    |   |            |            |              |              |       |        |        |        |  |
|  | 44                      | Villa San Carlos        | 0 (4)                   |  |  |                      |                      |                      |                    |       | Villa San Carlos   | Villa San Carlos   | 0                |              |       |                  |                  |                    |                    |   |            |            |              |              |       |        |        |        |  |
|  | 45                      | Patronato               | 1 (5)                   |  |  |                      |                      | Patronato            | Patronato          | 1     |                    |                    |                  |              |       |                  |                  |                    |                    |   |            |            |              |              |       |        |        |        |  |
|  | 46                      | Instituto (C)           | 1 (3)                   |  |  | Patronato            | Patronato            | 2 (5)                |                    |       |                    |                    |                  |              |       |                  |                  |                    |                    |   |            |            |              |              |       |        |        |        |  |
|  | 47                      | Lanús                   | 3                       |  |  | Lanús                | Lanús                | 2 (3)                |                    |       |                    |                    |                  |              |       |                  |                  |                    |                    |   |            |            |              |              |       |        |        |        |  |
|  | 48                      | Real Pilar              | 1                       |  |  |                      |                      |                      |                    |       | Boca Juniors       | Boca Juniors       | 1                |              |       |                  |                  |                    |                    |   |            |            |              |              |       |        |        |        |  |
|  | 49                      | Gimnasia (LP)           | 2                       |  |  |                      |                      |                      |                    |       |                    |                    |                  |              |       |                  |                  | Argentinos Juniors | Argentinos Juniors | 0 |            |            |              |              |       |        |        |        |  |
|  | 50                      | Sp. Barracas            | 0                       |  |  | Gimnasia (LP)        | Gimnasia (LP)        | 5                    |                    |       |                    |                    |                  |              |       |                  |                  |                    |                    |   |            |            |              |              |       |        |        |        |  |
|  | 51                      | Unión (SF)              | 1 (5)                   |  |  | Dock Sud             | Dock Sud             | 0                    |                    |       |                    |                    |                  |              |       |                  |                  |                    |                    |   |            |            |              |              |       |        |        |        |  |
|  | 52                      | Dock Sud                | 1 (6)                   |  |  |                      |                      |                      |                    |       | Gimnasia (LP)      | Gimnasia (LP)      | 2                |              |       |                  |                  |                    |                    |   |            |            |              |              |       |        |        |        |  |
|  | 53                      | Colón (SF)              | 1                       |  |  |                      |                      | Argentinos Juniors   | Argentinos Juniors | 3     |                    |                    |                  |              |       |                  |                  |                    |                    |   |            |            |              |              |       |        |        |        |  |
|  | 54                      | Cipolletti              | 0                       |  |  | Colón (SF)           | Colón (SF)           | 0                    |                    |       |                    |                    |                  |              |       |                  |                  |                    |                    |   |            |            |              |              |       |        |        |        |  |
|  | 55                      | Argentinos Juniors      | 1                       |  |  | Argentinos Juniors   | Argentinos Juniors   | 1                    |                    |       |                    |                    |                  |              |       |                  |                  |                    |                    |   |            |            |              |              |       |        |        |        |  |
|  | 56                      | Cañuelas                | 0                       |  |  |                      |                      |                      |                    |       | Argentinos Juniors | Argentinos Juniors | 2                |              |       |                  |                  |                    |                    |   |            |            |              |              |       |        |        |        |  |
|  | 57                      | Estudiantes (LP)        | 1 (4)                   |  |  |                      |                      |                      |                    |       |                    |                    | San Telmo        | San Telmo    | 1     |                  |                  |                    |                    |   |            |            |              |              |       |        |        |        |  |
|  | 58                      | Dep. Laferrere          | 1 (5)                   |  |  | Dep. Laferrere       | Dep. Laferrere       | 0                    |                    |       |                    |                    |                  |              |       |                  |                  |                    |                    |   |            |            |              |              |       |        |        |        |  |
|  | 59                      | Central Córdoba (SdE)   | 0                       |  |  | San Telmo            | San Telmo            | 2                    |                    |       |                    |                    |                  |              |       |                  |                  |                    |                    |   |            |            |              |              |       |        |        |        |  |
|  | 60                      | San Telmo               | 1                       |  |  |                      |                      |                      |                    |       | San Telmo          | San Telmo          | 1                |              |       |                  |                  |                    |                    |   |            |            |              |              |       |        |        |        |  |
|  | 61                      | Platense                | 0                       |  |  |                      |                      | Banfield             | Banfield           | 0     |                    |                    |                  |              |       |                  |                  |                    |                    |   |            |            |              |              |       |        |        |        |  |
|  | 62                      | Dep. Madryn             | 1                       |  |  | Dep. Madryn          | Dep. Madryn          | 0                    |                    |       |                    |                    |                  |              |       |                  |                  |                    |                    |   |            |            |              |              |       |        |        |        |  |
|  | 63                      | Banfield                | 2                       |  |  | Banfield             | Banfield             | 1                    |                    |       |                    |                    |                  |              |       |                  |                  |                    |                    |   |            |            |              |              |       |        |        |        |  |
|  | 64                      | Güemes (SdE)            | 0                       |  |  |                      |                      |                      |                    |       |                    |                    |                  |              |       |                  |                  |                    |                    |   |            |            |              |              |       |        |        |        |  |